# ガマリエル

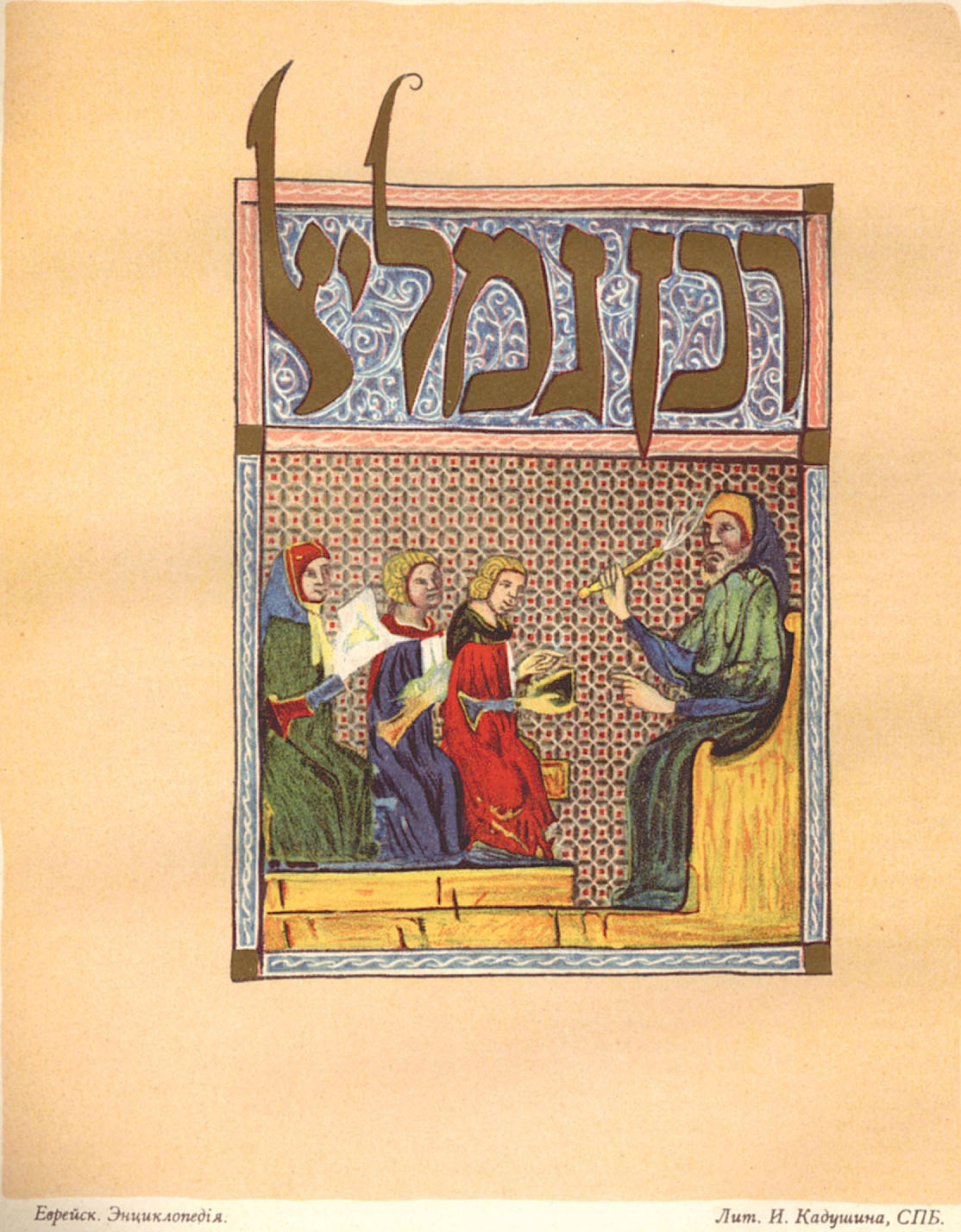
Gamaliel

ガマリエル（gamlȋʾēl）は、長老ガマリエル、またはラビ・ガマリエル1世とも呼ばれ、1世紀半ばのユダヤ教の長老である。その名は、「神の報い」という意味を持つ。サンヘドリンの指導者であり、タルムードによれば、その長（ナーシー）としてラバン・ガマリエルとも尊称される。紀元63年頃に死去した。
使徒5章34節から40節には、ペトロら使徒を庇い
｢もしその計画や行動が人間から出たものなら、自滅するでしょう。しかし、もしそれが神から出たものなら、彼らを滅ぼすことはできないでしょう。もしかすると、あなたがたは神に敵対する者になってしまいます」
と弁護し、使徒たちを釈放した。

## 概説
『新約聖書・使徒行伝』では、彼はパリサイ派の卓越した律法学者として登場する。『使徒行伝』は、彼が過去の故事をひいて、サンヘドリンの同僚に、ペトロやその他のキリスト教の使徒たちが、福音を教説することで殺すのは得策ではないと助言したと記している。ガマリエルが大いなる権威を持っていたので、サンヘドリンはこれに同意したとされる。
ガマリエルはまた、タルススのサウル、すなわち使徒パウロの師であったとされる。パウロがみずからを名乗って、自分はユダヤ人でありガマリエルの元で学んだと述べている。しかし、これについては、解釈が分かれる。ガマリエルがキリスト教徒に対し示した冷静で寛容な態度は、初期のパウロの激しい反キリスト教の考えと相容れない。

### キリスト教の聖人
ガマリエルは初期キリスト教に対し寛容な態度を示したので、キリスト教徒たちは、ガマリエルが実はキリスト教を信仰しているのだとも想定した。この結果、ガマリエル1世は、古代ローマの「聖者一覧」に掲載され、キリスト教の聖人とも見なされていた。

## ガマリエルの名を持つラビ
ガマリエル1世の後、サンヘドリンの長ともなり、ユダヤ教の長老となったガマリエルの名を持つラビが5人知られている。ガマリエル2世、3世、4世、5世、そして、425年に没した、最後のサンヘドリンの長、ガマリエル6世である。

## グノーシス神話のアイオーン
ガマリエルという名は、特段に珍しい名でもない。グノーシス主義においても、『ナグ・ハマディ写本』中の『エジプト人の福音書』と呼ばれるグノーシス文書において、ガマリエル、サブロ、ガブリエル、そしてアブラクサスの名を持つ偉大なアイオーンが語られている。